# استخربيجار (كوركا)
استخربیجار (بالفارسية: استخربیجار) هي قرية تقع في إيران في قسم كورکا الريفي. يقدر عدد سكانها بـ 1173 نسمة بحسب إحصاء 2016.